# Райнгольд Бер
Райнгольд Бер (17 жовтня 1948 , Таубербішофсгайм, Q2137698? ) — німецький фехтувальник на шпагах, срібний призер Олімпійських ігор 1976 року.

## Виступи на Олімпіадах
| Олімпіада     | Дисципліна          | Місце |
| ------------- | ------------------- | ----- |
| Мюнхен 1972   | індивідуальна шпага | 33    |
| Мюнхен 1972   | командна шпага      | 13    |
| Монреаль 1976 | індивідуальна шпага | 9     |
| Монреаль 1976 | командна шпага      | 2     |